# كريستيان بيتر هانسن
كريستيان بيتر هانسن (بالألمانية: Christian Peter Hansen)‏ (و. 1803 – 1879 م) هو كاتب، ومدرس ألماني، توفي عن عمر يناهز 76 عاماً.